# Miquel Parets i Alaver
Miquel Parets (Barcelona, 1610 - Barcelona, estiu del 1661) fou un menestral assaonador barceloní del segle xvii, conegut sobretot per la monumental obra de la seva crònica personal De molts successos que han succeït dins Barcelona i molts altres llocs de Catalunya dignes de memòria, que han arribat fins avui dia i que ha servit a nombrosos historiadors per aprofundir en el coneixement històric de la quotidianitat, la política i la mentalitat de la Catalunya urbana de l'edat moderna entre el 1626 i el 1660, i especialment de la Guerra dels Segadors.

## La crònica

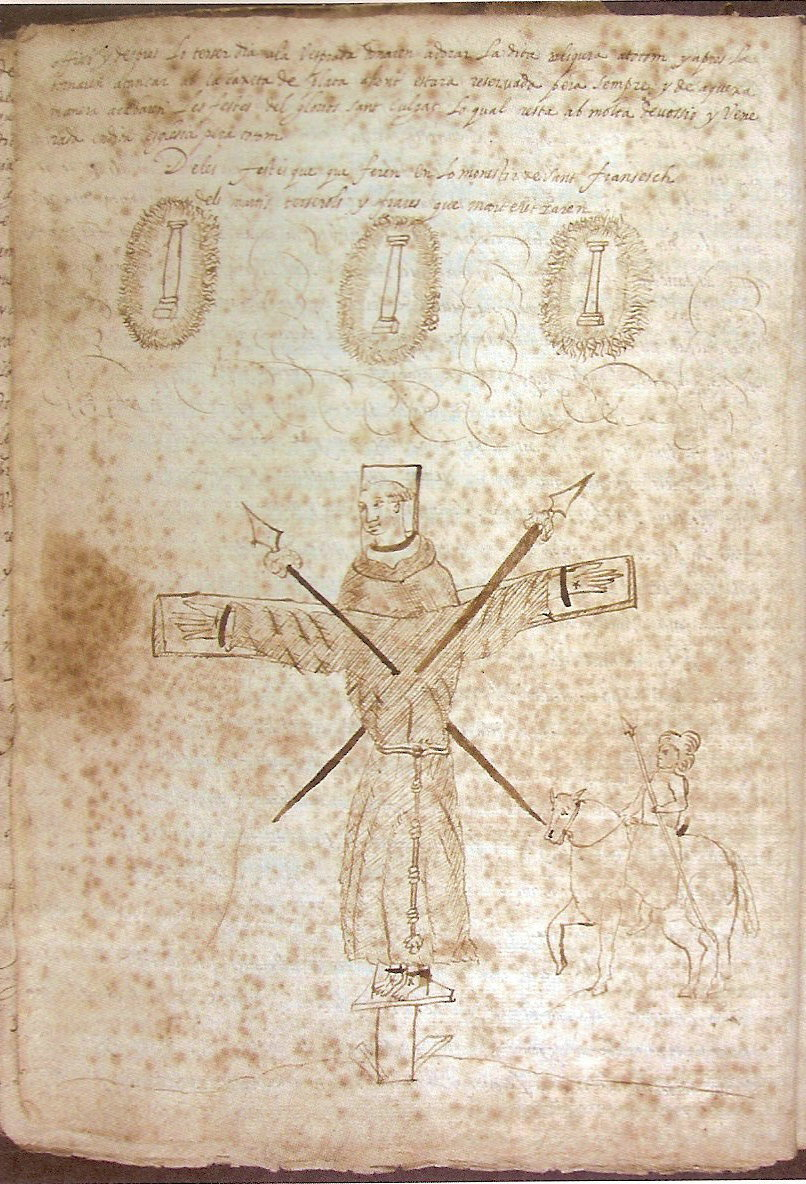
Dibuix de Miquel Parets al volum numerat 224, f. 12v, que recorda el martiri de 26 religiosos crucificats a Nagasaki el 5 de febrer de 1597 durant el regnat Toyotomi Hideyoshi

La crònica de Parets és una font inestimable que il·lustra amb molt detall l'edat moderna catalana, especialment la Guerra dels Segadors (1640-1652) (que ocupa un 85% del text) i la Barcelona de l'època, però cal tenir present que les informacions que dona de fora la capital no són tan fiables. Tot i que de memòries coetànies d'aquests fets n'hi ha diverses, aquesta es diferencia per la seva exhaustivitat i perquè Parets no era un intel·lectual sinó un modest menestral que escrivia des d'una perspectiva popular.
La crònica fou escrita en català: De molts successos que han succeït dins Barcelona i molts altres llocs de Catalunya dignes de memòria. La va començar als setze anys, el 1626, i ja no va parar fins al 1660, tot i que és a partir del 1640 en què augmenta la profunditat de les seves explicacions. També mostra un interès per les diverses cerimònies públiques que tenien lloc a Barcelona, majoritàriament religioses. El text original el constitueixen dos volums que es conserven a la Biblioteca de la Universitat de Barcelona numerats consecutivament 224 i 225, que molt probablement són l'obra passada a net pel mateix Miquel Parets a partir d'uns esbossos previs. Els volums foren desaparellats al cap de poc de ser escrits i no es tornarien a reunir fins a mitjans del segle xix gràcies al bibliògraf Marià Aguiló.
Fou citada probablement per primera vegada ja el 1709 al tercer volum dels famosos Anales de Cataluña de Narcís Feliu de la Penya. Però la majoria d'erudits no han conegut l'obra original de Parets sinó les diverses traduccions i adaptacions posteriors en castellà, cap de les quals va ser feta per l'autor (tot i que tradicionalment hom ho havia afirmat) sinó pels membres de l'Acadèmia dels Desconfiats Pau Ignasi de Dalmases i Fèlix Torres Amat. La versió que més han llegit els estudiosos actuals és la que va adaptar l'historiador Celestí Pujol i Camps el 1888 dins del XX volum del Memorial Histórico Español de la RAH. Pujol va identificar plenament l'autor del text en la persona de l'assaonador Miquel Parets consultant les dades familiars als arxius parroquials de Santa Maria del Mar (perduts en l'incendi de la Guerra Civil), tot i que llur eficient investigació va quedar coixa a causa de la impressió deficient i sense corregir del dit Memorial. A més a més l'adaptació no literal que va fer de l'obra, a banda de ser en castellà, va afegir una recargolada retòrica totalment absent al text directe, familiar i senzill de Miquel Parets. La crònica no va ser publicada de manera literal i en la llengua original fins al 2011 en una obra a cura de Rosa Margalef.

### Altres cròniques
Durant l'edat moderna (s. XV-XVIII) en què va viure Parets, a Europa hi va haver dotzenes de persones de la mateixa classe menestral que també van escriure cròniques dels esdeveniments contemporanis de llurs vides. Entre aquests, els catalans acostumaven a escriure sobre la vida urbana de llurs ciutats, mentre que la resta d'europeus posaven més l'accent en la seva pròpia autobiografia. L'alfabetització d'aquestes classes urbanes era més aviat normal, ja que acostumaven a dur llibres de comptes en llurs tallers o botigues.

## Biografia
La llar i taller de l'assaonador Miquel Parets era al populós barri de la Santa Caterina, concretament al «carrer d'en Coromines, davant el portal de Sant Jacint de[l convent de] Santa Caterina» (és a dir, al mateix carrer que avui es diu de Colomines, a l'edifici que feia cantonada amb el carrer de Sant Jacint, just darrere de l'actual Mercat de Santa Caterina), que la seva família posseïa per contracte emfitèutic des de la darreria del segle xv en aquell barri d'assaonadors, blanquers i altres oficis del cuir.

### Participació en el Consell de Cent
Miquel Parets fou insaculat per poder ser escollit al Consell de Cent de Barcelona el 1642 (en plena Guerra dels Segadors) arran de la mort del seu col·lega assaonador i amic Francesc Broquetes, i va ser-ne membre entre el 30 de novembre del 1650 i el 30 de març del 1653 (va esdevenir fins i tot membre del Trentenari el 1651). En aquest període, durant el setge castellà de 1652, com a membre del consistori va participar en la intensa discussió al Consell de Cent com a partidari de rendir la ciutat, en comptes de resistir a ultrança, per tal d'evitar més mals a un poble massa castigat per la guerra i la pesta. I de fet a l'octubre era un dels membres que negociaren la capitulació de Barcelona amb els representants de Felip IV de Castella.
Tot i la purga política que hi va haver després de la reincorporació de Catalunya a la monarquia hispànica, Parets fou reinsaculat el mateix any 1653 per ordre del virrei, i el 1654 ja tornava a ser membre del Consell de Cent de la ciutat. El 1661 encara fou nomenat substitut del romaner del pes de la farina durant uns quants mesos.

### Finament
Se sap que Parets feu testament el 28 de juny de 1661 (tot i que el document no s'ha trobat) i que a la primeria de juliol ja havia traspassat. Fou enterrat a la propera església de Sant Cugat del Rec, on també jeia el seu pare, de nom també Miquel Parets. Els marmessors del seu testament foren la seva dona, el reverend i paborde de la catedral Pere Mans, i el notari de la família, Francesc Micó, que havia estat padrí d'alguns fills de Parets. En el moment del seu traspàs quedaven vius la seva mare, Caterina Alaver (que feia anys que vivia amb ells), la seva dona, Marianna Vinyes (que va quedar vídua per segona volta), dos fills encara infants, Marianna i Miquel, i l'únic fill adult que li havia sobreviscut: Gabriel Parets i Mans.
Se sap que Gabriel va ingressar al convent de Santa Mònica el 1664 adoptant el nom de Gabriel Sant Tomàs d'Aquino, i se l'anomena per últim cop el 1693. De Marianna i de Miquel, no se'n torna a tenir mai més notícia documental. En el cadastre de 1716 no s'hi ha trobat cap familiar conegut, així que es considera que la nissaga es va extingir en aquest punt.

## Família
El seu pare es deia també Miquel Parets (1573-1631) i la seva mare Caterina Alaver (?-1670), els quals s'havien casat el 1631. L'ofici d'assaonador era el tradicional dels Parets, ja que també l'avi Francesc i el besavi Josep s'hi dedicaren en vida, i se sospita que aquesta família s'hi dedicava ja a la darreria del segle XIV, sempre al barri marítim de Santa Maria del Mar. El llinatge havia assolit un cert estatus, ja que Miquel Parets sènior va desenvolupar dos càrrecs al gremi d'assaonadors: tresorer (1621) i cònsol (1626-1631). En canvi dels Alaver se'n sap molt poca cosa, només que el pare de Caterina era el carnisser Pere Alaver i la mare una tal Margarida.
Va ser batejat amb el nom complet de Pere Josep Oleguer Miquel Parets el 7 de març de 1610 —era el gran dels sis germans que, com a mínim, tenia. La família eren assaonadors i, per tant, ell va aprendre l'ofici al taller de casa. Tot i que no consta on en va aprendre, als 16 anys ja sabia llegir i escriure, ja que és quan va començar la crònica.
Es va casar fins a tres vegades. El primer cop va ser el 1633 amb Maria Roure (Vic 1615-?) filla òrfena d'una important família vigatana anada a mal que es guanyava la vida com a criada al carrer del Carme de Barcelona. No obstant això, Maria va aportar un important dot de quatre-centes quaranta lliures. Va morir al cap de tres anys, el 5 de juliol de 1636, després d'una llarga malaltia, probablement tisi. L'únic fill d'aquest matrimoni havia mort poc després del part. La segona vegada es va casar vers el 1637 amb Elisabet Mans (?-1651) (que també va aportar quatre-centes lliures de dot), filla de Joan i Eulària Mans, una família de pagesos benestants de les Corts de Sarrià. El matrimoni va durar una quinzena d'anys, fins que al maig de 1651 Elisabet va morir de pesta, tràngol que Miquel Parets va descriure colpidorament a la seva crònica. D'aquesta unió, n'havien nascut set infants: tres van morir després del part, tres més van morir al mateix temps que la mare, també de la pesta, i només va sobreviure el fill Gabriel. La tercera dona de Parets fou Marianna Vinyes, amb qui es casà el 6 de gener de 1653. Ella també era de Santa Maria del Mar, i com ell havia quedat vídua del fuster Josep Corbera (segurament també havia mort a causa de l'epidèmia). Era filla de l'adroguer Pau Vinyes i Jerònima Grosset, i va aportar un dot de tres-centes noranta lliures a més d'un aixovar que en valia cent setanta-dues més. Van tenir quatre fills, però només dos van sobreviure al postpart. Al llarg de tres matrimonis Miquel Parets va engendrar fins a 11 criatures, però només tres li van sobreviure: Gabriel Parets i Mans, amb catorze anys (1647-posterior a 1693), i els dos primers fills de Marianna, una xiqueta de nom també Marianna i un xiquet dit, com ell, Miquel, que tot i infants sabem que encara vivien quan el seu pare va morir el 1660.